# مارغريت ميد
مارغريت ميد (بالإنجليزية: Margaret Mead)‏ (16 ديسمبر 1901 - 15 نوفمبر 1978) هي عالمة أنثروبولوجيا ثقافية ظهرت بشكل متكرر في الإعلام العام بصفتها مؤلفة ومتحدثة في ستينيات وسبعينيات القرن الماضي. حصلت على شهادة البكالوريوس من كلية برنارد في نيويورك ودرجتي الماجستير والدكتوراه من جامعة كولومبيا. شغلت ميد منصب رئيس الجمعية الأمريكية للتقدم في العلوم.
كانت ميد مُوصلة أنثروبولوجية في الثقافة الأمريكية المعاصرة والغربية وكانت في أغلب الأحيان مثيرةً للجدل كأكاديمية. أثرت تقاريرها، التي تُفصل المواقف تجاه الجنس في الثقافات التقليدية في جنوب المحيط الهادئ وجنوب شرق آسيا، على الثورة الجنسية. كانت مؤيدة لتوسيع الاتفاقيات الجنسية ضمن سياق الحياة الدينية الغربية التقليدية.

## الولادة ومطلع حياتها ضمن العائلة وتعليمها
ولدت مارغريت ميد الابنة الأولى ضمن خمسة أطفال في فيلاديلفيا ولكنها ترعرعت في دويلستون، بنسلفانيا. كان والدها إدوارد شيروود ميد بروفيسور الاقتصاد في كلية وارتون بجامعة بنسلفانيا، ووالدتها إيميلي (كنيتها قبل الزواج فوغ) عالمة اجتماع درست المهاجرين الإيطاليين. توفت أختها كاثرين (1906-1907) بعمر تسعة أشهر، وكانت وفاتها حادثًا مأساويًا بالنسبة لميد التي اختارت اسمها، وبقيت أفكار خسارة أختها مرافقةً لأحلام طفولتها لعدة سنوات. كانت عائلتها كثيرة الترحال، لذا تولت جدتها تعليمها حتى بلغت الحادية عشر عندما سجلتها عائلتها في مدرسة أصدقاء باكينغهام في لاهاسكا بولاية بنسلفانيا. كانت عائلتها تملك مزرعة لونغلاند ما بين عامي 1912 حتى 1926. بحثت ميد، لأنها مولودة ضمن عائلة مختلفة في التطلعات الدينية، عن نموذج ديني يُعطي تعبيرًا كانت متمعنة فيه بشكل رسمي ألا وهو المسيحية، بقيامها بذلك عثرت على طقوس الكنيسة الاسقفية لتعطي التعبير عن الدين الذي كانت تسعى إليه. درست ميد لعام واحد سنة 1919 في جامعة ديباو وتحولت بعدها إلى كلية برنارد حيث وجدت أنثروبولوجيا غارقة في الطبقة السفلية الغبية لمحاججات القرن التاسع عشر.
حصلت ميد على شهادة البكالوريوس عام 1923 من كلية برنارد، ثم بدأت الدراسة مع البروفيسور فرانز بواس وروث بينيديكت في جامعة كولومبيا لتنال شهادة الماجستير عام 1924. خرجت ميد عام 1925 لإجراء بحث ميداني في ساموا، وفي عام 1926 انضمت إلى المتحف الأمريكي للتاريخ الطبيعي في نيويورك بصفتها قيّمة مساعدة ونالت شهادة الدكتوراه من جامعة كولومبيا عام 1929.

## حياتها الشخصية
قبل المغادرة إلى ساموا كانت ميد على علاقة غرامية قصيرة مع عالم اللغويات إدوارد سابير وهو صديق مقرب لمدرستها روث بينيدكت، ولكن أفكار سابير المحافظة عن الزواج ودور المرأة كانت بغيضةً بالنسبة لميد، وعند مغادرة ميد إلى ساموا انفصل الاثنان بشكل دائم. تلقت ميد أخبار زواج سابير عندما كانت تقيم في ساموا وأحرقت مراسلتهما على شاطئ ساموا لاحقًا.
تزوجت ميد ثلاث مرات، بعد خطبة دامت ست سنوات تزوجت زوجها الأول (1923-1928) الأمريكي لوثر كريسمان طالب علم اللاهوت في ذلك الوقت والذي أصبح في نهاية المطاف عالم أنثروبولوجيا. بين عامي 1925 و1926 كانت في ساموا عائدة على قارب عندما التقت ريو فورتشين النيوزيلاندي الذي توجه إلى كامبريدج، بريطانيا لدراسة علم النفس. تزوجا عام 1928 بعد طلاق ميد من كريسمان، وصفت ميد باستخفاف اتحادها مع زوجها الأول على أنه «زواجي الطلابي» في سيرتها الذاتية الصادرة عام 1972 بعنوان «شتاء العليق» وهو اسم مستعار كان لكريسمان مآخذ شديدة عليه. كان زواج ميد الثالث الأبقى والأطول من عالم الانثروبولوجيا البريطاني غريغوري باتيسون والتي أنجبت منه ابنة؛ ماري كاثرين باتيسون والتي ستصبح لاحقًا عالمة أنثروبولوجيا.
ساهمت كتابات بينجامين سبوك، أخصائي طب الأطفال الذي كانت تذهب له ميد، حول تربية الأطفال في الممارسات والمعتقدات التي اعتنقتها ميد من خلال ملاحظاتها الإنثية الميدانية والتي شاركتها معه خصوصًا عن الإرضاع والذي يجب أن يكون عند طلب الطفل بدلًا من كونه أمرًا مجدولًا. اعترفت ميد بسرور أن باتيسون هو أكثر زوج أحبته، إذ انهارت عندما هجرها، وبقيت صديقته المحبة طوال حياتها مُحتفظةً بصورته بجانب سريرها أينما سافرت بما في ذلك سرير المشفى الذي توفيت فيه.
كان لميد علاقة مميزة قوية تربطها بروث بينيديكت إحدى مدرسيها. في مذكراتها عن والديها «بعيني البنت» لمَّحت ماري كاثرين باتيسون أن العلاقة بين ميد وبينيديكت كانت في جانب من جوانبها جنسية. لم تعترف ميد أبدًا على العلن أنها مثلية الجنس أو مزدوجة التوجه الجنسي. اقترحت في كتاباتها أنه من المتوقع أن يتطور التوجه الجنسي الخاص بالمرء خلال حياته.
أمضت آخر سنوات حياتها بتعاون شخصي ومهني وثيق مع عالمة الأنثروبولوجيا رودا ميتراو والتي عاشت معها من عام 1955 حتى وفاتها عام 1978. نُشرت الرسائل ما بين العالمتين عام 2006 بعد سماح ابنة ميد بذلك، والتي أوضحت وجود علاقة رومانسية حقيقية.
كان لميد أختين وأخ إليزابيث وبريسيلا وريتشارد. إليزابيث ميد (1909-1983) فنانة ومعلمة تزوجت من رسام الكارتون ويليام ستيغ وبريسيلا (1911-1959) تزوجت من المؤلف ليو روستين. كان ريتشارد أخو ميد بروفيسورًا. كانت ميد أيضًا خالة جيريمي ستيغ.

## مسيرتها المهنية وأواخر حياتها
شغلت ميد، خلال الحرب العالمية الثانية، منصب سكرتيرة تنفيذية للجنة المجلس الوطني للأبحاث حول عادات الغذاء، وشغلت أيضًا منصب القيّمة على الأنثروبولوجيا في المتحف الوطني للتاريخ الطبيعي ما بين عامي 1949 و1969. انتُخبت لتصبح زميلة في الأكاديمية الأمريكية للعلوم والفنون عام 1948. درّست ميد في الكلية الجديدة في جامعة كولومبيا حيث كانت بروفيسورا مساعدا من عام 1954 حتى عام 1978 وكانت بروفيسورا في الأنثروبولوجيا ورئيسة قسم العلوم الاجتماعية في مركز لينكولن الجامعي بجامعة فوردهام من عام 1968 حتى عام 1970، حيث أسست قسم الانثروبولوجيا في الجامعة. في عام 1970 انضمت إلى كلية جامعة رود آيلند بصفتها بروفيسور بارز في علم الاجتماع والأنثروبولوجيا.
ركزت ميد بحثها، باتخاذ روث بينيديكت مثالًا يُحتذى به، على مشكلات تربية الطفل وشخصيته وثقافته. شغلت منصب رئيس الجمعية الأمريكية للأنثروبولوجيا عام 1960. في منتصف ستينينات القرن الماضي اشتركت ميد مع مُنظر التواصل رودولف مودلي وأسسا معًا منظمة أطلق عليها اسم غليفس المتحدة، والتي كان هدفها إنشاء لغة رمزية غرافيكية عالمية يستطيع أي فرد في العالم فهمها مهما كانن ثقافته بدائية. شغلت ميد في منتصف ستينينات القرن الماضي منصب نائب رئيس أكاديمية نيويورك للعلوم. شغلت عندة مناصب في الجمعية الأمريكية لتقدم العلوم، وبشكل واضح منصب رئيسة المنظمة ورئيسة اللجنة التفيذية لمجلس المدراء عام 1976. كانت ميد شخصية بارزة في الأوساط الأكاديمية إذ كان تعتمر في أغلب الأحيان قبعة مميزة وتحمل عصا للمشي.
ظهرت ميد في الألبومين التسجيليين اللذان أطلقتهما شركة فولكوايز للتسجيلات. أطلق الأول عام 1959 بعنوان مقابلة مع مارغريت ميد ويُستكشف فيه عن مواضيع الأخلاق والأنثروبولوجيا. في عام 1971، أدرجت في تجميعة من المحادثات مع نساء بارزات بعنوان «ولكن النساء تُزهر الإصدار الثاني: أصوات النساء في التاريخ الأمريكي».
لها الفصل في جمع مصطلح «السيميائيات».
في أواخر حياتها كانت ميد بمثابة مرشدة لعلماء الأنثروبولوجيا والاجتماع الشبان بما في ذلك جين هوستون.
كانت ميد مشاركة أساسية في منتدى الأمم المتحدة للسكان الأول، وهو أول منتدى تعقده الأمم المتحدة عن المستوطنات البشرية.
توفيت ميد بسرطان البنكرياس في الخامس عشر من نوفمبر عام 1978 ودُفنت في مقبرة ترينتي للكنيسة الأسقفية في باكينغهام بولاية بنسلفانيا.
"سألتها إحدى الطالبات ذات مرة عما تعتبره أول علامة حضارة في تاريخ_الإنسان.
فقالت:
«إن أول علامة على الحضارة في الثقافة القديمة هي الدليل الذي وجدناه، عبارة عن عظام لشخص اصيب بكسر في عظم الفخذ وشفي منه واستمر في الحياة. في مملكة الحيوان عموماً، إذا كسرت رجلك، سوف تموت لا مفر من ذلك، حيث انك لن تتمكن من الهروب من الخطر المحدق بك من كل جانب أو الذهاب إلى النهر لشرب الماء أو البحث عن الطعام مثلاً، زيادة على ذلك ستصبح فريسة سهلة للحيوانات المفترسة، في الغاب لا ينجو أي حيوان كسرت ساقه، لعدم توفر الوقت لغاية شفاء العظم. إن عظم الفخذ المكسور والذي تم معالجته الذي وجدناه، دليل على أن شخصًا ما آخر استغرق وقتًا للبقاء مع المصاب وحمياته والاعتناء به لغاية ان يتعافى. أن مساعدة شخص ما على تجاوز مصاعب الحياة هي نقطة البداية للحضارة؛ ان الحضارة مساعدة مجتمعية».

## جوائز
- جائزة كالينغا لتبسيط العلوم من منظمة اليونسكو (1970)

## روابط خارجية
- مارغريت ميد على موقع IMDb (الإنجليزية)
- مارغريت ميد على موقع الموسوعة البريطانية (الإنجليزية)
- مارغريت ميد على موقع مونزينجر (الألمانية)
- مارغريت ميد على موقع ميوزك برينز (الإنجليزية)
- مارغريت ميد على موقع إن إن دي بي (الإنجليزية)
- مارغريت ميد على موقع ديسكوغز (الإنجليزية)
- مارغريت ميد على موقع قاعدة بيانات الفيلم (الإنجليزية)